# Copitarsia incommoda
Copitarsia incommoda är en fjärilsart som beskrevs av Walker 1865. Copitarsia incommoda ingår i släktet Copitarsia och familjen nattflyn. Inga underarter finns listade i Catalogue of Life.